# I. Konstantin görög király
I. Konstantin (görögül: Κωνσταντῖνος A', Βασιλεὺς τῶν Ἑλλήνων; Athén, 1868. augusztus 2. – Palermo, 1923. január 11.) görög király 1913-tól 1917-ig, majd 1920 és 1922 között.

## Élete

### Származása
I. György és felesége, Olga Konsztantyinovna Romanova orosz nagyhercegnő fia, aki trónörökösként születésétől trónra lépéséig a spártai hercegi címet viselte. Katonai és tudományos kiképzésben részesült. 1888-tól a lipcsei egyetem jog- és államtudományi karának lett a hallgatója. 1896-ban mint trónörökös részt vett az 1896. évi nyári olimpiai játékok szervezésében.

### Ifjúkora
A doktori cím megszerzése után, kapitányként belépett a görög hadseregbe, az 1897-es görög–török háborúban pedig a sereg főparancsnokaként vett részt. A szerencsétlenül alakuló thesszáliai hadműveletekért őt tették felelőssé. Önmaga igazolására 1899 januárjában terjedelmes jelentést írt, melyben a görög sereg hiányos felszereltségét és néhány tiszt tehetetlenségét hozta fel mentségül. 1900. október 1-jén a görög hadsereg legfőbb parancsnokává nevezték ki és hozzáfogott a hadsereg reformálásához, de ekkor a titkos katonai párt izgatásai következtében a dinasztia helyzete is megrendült. 1909 augusztusában a királyi hercegeknek ki kellett lépniük a hadseregből, így Konstantin főparancsnoki állását is megszüntették.

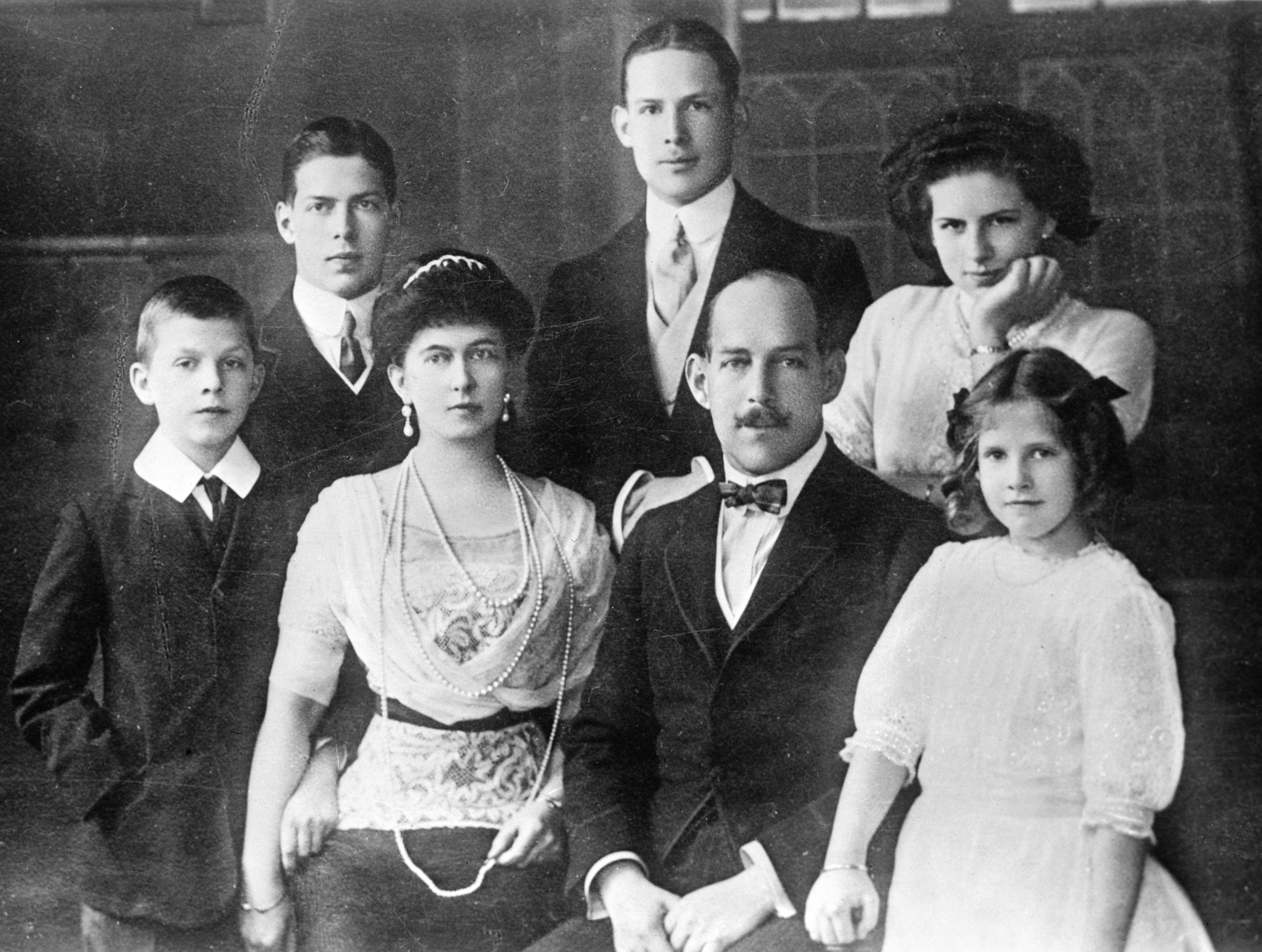
Az uralkodó családjával.

Elefthériosz Venizélosz kormányra jutásakor (1910. szeptember) ismét visszaszerezte népszerűségét a nép körében, amit még 1897-ben vesztett el. 1911-ben a hadsereg főfelügyelőjévé nevezték ki. 1912. október 8-án kitört az első Balkán-háború, és Konstantin – ismét – főparancsnokként vett részt a csatákban. Szaloniki (1912. november 8.) és Jannitsza  elfoglalása után büszke lehetett az 1897-es háborúban őt ért szégyenek után.

### Uralkodása
Apja meggyilkolása után, 1913. március 18-án lépett trónra, és ő fejezhette be a második Balkán-háborút Bulgária ellen. 1914 áprilisától a tábornoki rangot birtokolta. 1917 júniusában Charles Jonnart francia szenátor ultimátummal követelte Konstantin lemondását a trónról. A király fiát, Sándort tette meg a görögök királyává és maga Svájcba költözött. Három évvel később fia meghalt, egy népszavazást követően Konstantint visszahívták külföldről, és ismét trónra léphetett. 1922 szeptemberében a török Kemal pasa megverte a görög sereget, mire forradalom tört ki az országban. Ekkor Venizelosz hívei végleg lemondatták I. Konstantint, aki olasz emigrációba kényszerült. Ott is halt meg, a szicíliai Palermóban.

### Házassága, gyermekei
I. Konstantin 1889. október 27-én kötött házasságot Zsófia porosz királyi hercegnővel (1870-1932), II. Vilmos császár húgával. E hosszan tartó házasságból a következő utódok származnak:
- II. György (1890–1947)
- Sándor (1893–1920)
- Ilona (1896–1982)
- Pál (1901–1964)
- Irén (1904–1974)
- Katalin (1913–2007)